# 保时捷918

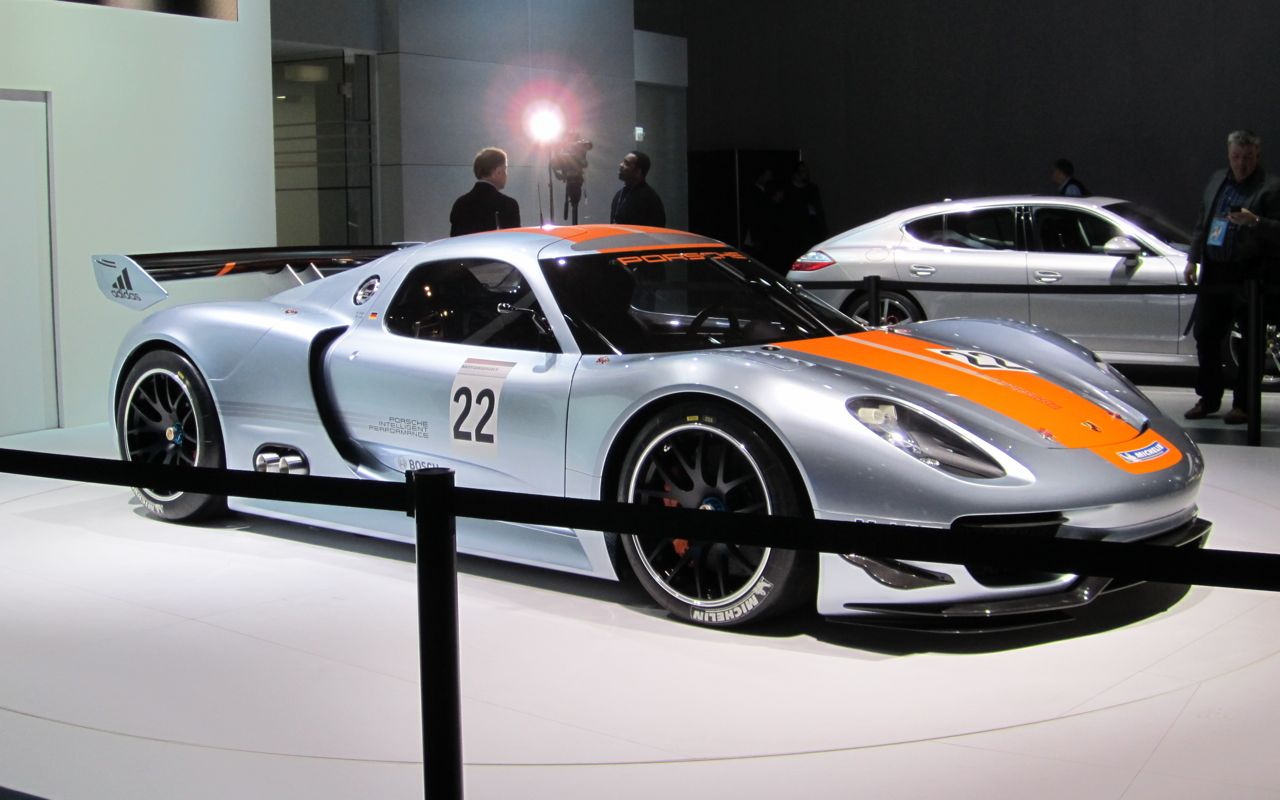
918 RSR於NAIAS 2011的展台上

保時捷 918 Spyder（原廠代號XG10）是由德国汽车品牌保时捷制造的一個中置引擎的超級跑車，於2010年3月第80屆的瑞士日內瓦車展首次展出，這是保时捷第一個採用插電混合動力的民用車型。
在2011年的北美国际车展中，保時捷展出了918的賽車版本——918 RSR，其使用了在911 GT3 R Hybrid上使用的油電混合動力系統，外觀更具有賽車风格。

## 技术概况
该车搭载的4.6升V8自然進氣引擎来自保时捷RS Spyder赛车，在每分钟转速达8700转時，可輸出最大608馬力，在每分钟转速达6700转時則可輸出最大扭矩540 Nm，引擎最高轉速可達9150转，此外前後軸各自搭載一具電動馬達作為輔助動力輸出，分別输出129馬力與154馬力，使其在每分钟转速达8500转時可輸出最大887馬力，瞬間最大扭矩可達1,280 Nm，與強化的7速PDK雙離合變速箱搭配，百公里加速只需2.8秒，最高时速可達343公里(若搭載Weissach Package则多出2公里)，在純電動馬達行駛下，百公里需6.9秒，最高时速为150公里，2013年9月，该车在搭载Weissach Package的情况下挑战纽博格林赛道，录得6分57秒的纪录。
其儲能系統是一種液體冷卻的鋰離子電池，位於駕駛座艙的後下方(後上方為燃油箱)，除了外掛充電電池充電，也可以從煞車動能中回收電能。二氧化碳排放量為70~79克/公里，油耗為30.3~33.3公里/公升。此外该车的排氣系統設計在引擎本體的正上方，因此打開引擎蓋不能像保時捷Carrera GT一樣看到引擎本體。
它提供五种不同的驾驶模式，其中E-Power模式僅使用汽車電池電能及前後電動馬達驅動，此模式下依路況可行駛的里程保時捷公布為16~31公里。其餘四種模式分別為：Hybrid、Sport Hybrid、Race Hybrid、Hot Lap Configuration，均为同時使用發動機和電動馬達，不同模式可满足驾驶者对燃油经济性和高性能的要求取向。
車輛底盤是以碳纖維強化塑料製成，車身廣泛使用鎂和鋁為材質，有助於降低車身的重量到1,675公斤，車體配重比例為前43%/後57%。

## 量产
该车的量产版于2013年的法兰克福车展首秀，同年9月18日起开始生产，2014年6月在美国开售，於德國魏萨赫開發，祖文豪森(Zuffenhausen)組裝。2014年6月，918在美国开始销售。其售价在欧洲起价为781,000欧元，在美国为845,000美元。根据其电池容量，918 Spyder有资格获得最高3,667美元的联邦税收抵免。
2015年6月，该车停产，截至停产前，该车在美国售出297辆，加拿大售出35辆，在德国和中国总计售出100辆。
根据JATO Dynamics的数据，截至2014年9月，全球共注册了105辆。 美国是最大的市场，截至2015年5月，共交付了202辆。截至2014年10月，瑞士注册了9辆，荷兰6辆，加拿大5辆，瑞典4辆，巴西3辆，以及1辆其他地区。

## RSR版本
2011年的底特律车展上，918 Spyder RSR首次亮相。不同于常规918的插电式混合动力系统，前轮两个电动机的电力是由KERS的蓄电池提供，该装置安装于驾驶室副驾驶座的位置上。此外汽油引擎的马力增至563匹。前轮的两个电动马达总共可以102马力，可提供最大767匹马力， 搭载6前速序列式变速箱。

## 在电子游戏
知名赛车游戏系列《极品飞车》中，该车在熱力追緝（2010）、极品飞车:世界、变速2:释放、亡命天涯、最高通缉（2012）、宿敌、无极限、复仇、熱力還有手遊巔峰極速裡亮相。此外也在微软的《极限竞速》系列、育碧的《飙酷车神》系列里亮相。